# Батурин, Владимир Петрович
Влади́мир Петрович Батурин (1902—1945) — советский геолог, доктор геолого-минералогических наук (1945). Лауреат Сталинской премии первой степени (1948, посмертно).

## Биография
С 1927 по 1931 ассистент, а впоследствии доцент Азербайджанского политехнического института.
С 1931 по 1935 научный сотрудник Центрального научно-исследовательского горно-разведочного института цветных, редких и благородных металлов. С 1934 заведующий лабораторией палеогеографии Института горючих ископаемых АН СССР.
Похоронен в Москве на Введенском кладбище.

## Основные темы исследований
Исследовал геологию и литологию нефтеносных районов юго-восточного Кавказа и Урало-Эмбенской области. Для изучения осадочных толщ, бедных палеонтологическими остатками, разработал метод, основанный на исследовании минералогии состава обломочных пород.

## Награды и премии
- Орден Трудового Красного Знамени (10.06.1945)
- Сталинская премия первой степени (1948, посмертно) — за научный труд «Палеогеография по терригенным компонентам»
- Премия Международного геологического конгресса имени Л. А. Спендиарова (1937) — за научный труд «Палеогеография по терригенным компонентам»

## Научные труды
- «Палеогеография по терригенным компонентам» (1937)